# بطولة العالم للدراجات على المضمار 1965
بطولة العالم للدراجات على المضمار 1965 هي الدورة ال62 من بطولة العالم للدراجات على المضمار، أجريت في سان سيباستيان، إسبانيا.

## النتائج النهائية
| المسابقة                              | ذهبية                   | فضية                               | برونزية             |
| ------------------------------------- | ----------------------- | ---------------------------------- | ------------------- |
| الرجال                                |                         |                                    |                     |
| السرعة الفردية                        | جوزيبي بيغيتو (ITA)     | باتريك سيركو (BEL)                 | Ron Baensch (AUS)   |
| سباق المطاردة الفردية                 | لياندرو فاجين (إيطاليا) | فيرديناند براك (بلجيكا)            | ديتر كمبر (ألمانيا) |
| سباق مطاردة الدراجة النارية للهواة    | ميغيل ماس (ESP)         | Etienne Van Der Vieren (BEL)       | آلان ماريشال (FRA)  |
| سباق مطاردة الدراجة النارية للمحترفين | غييرمو تيمونير (ESP)    | رومان دي لوف (BEL)                 | Jaap Oudkerk (NED)  |
| السيدات                               |                         |                                    |                     |
| السرعة الفردية                        | Valentina Savina (URS)  | Galina Yermolayeva (cyclist) (URS) | Karin Stüwe (GDR)   |
| سباق المطاردة الفردية                 | إيفون رايندرز (BEL)     | Hannelore Mattig (GDR)             | Aino Puronen (URS)  |